# Czoch
Czoch (awar. Чӏохъ) – wioska (auł) w Republice Dagestanu, w Rosji, zamieszkują ją Awarowie.

## Historia
Czoch jest nazywany jedną z najstarszych osad w Dagestanie, założoną około dwóch tysięcy lat temu. Obóz starożytnych ludzi w tym miejscu istniał w czasach neolitu. Na przeciwległym zboczu Doliny Andalal znajduje się opuszczona wioska-widmo Gamsutl, która jest jedną z najciekawszych atrakcji Dagestanu. Została również założona ponad 2 tysiące lat temu.

## Turystyka
Wioska Czoch przyciąga coraz więcej turystów przede wszystkim ze względu na swoje położenie w malowniczych górach oraz architekturę awarskich domów, przez co wioska jest nazywana muzeum pod otwartym niebem. Jedne z głównych atrakcji turystycznych Czochu jest jazda konna oraz narty.  
Infrastruktura turystyczna wsi Czoch dopiero zaczyna się rozwijać. W centrum wsi znajduje się duży "Etnodom", który jest pensjonatem i muzeum etnograficznym. Został zbudowany przez mieszkańca Czoch o imieniu Zaur Tsolokhow. 

## Urodzeni w Czochu
- Ali Alijew (zapaśnik)
- Halilbek Musajasuł (malarz)

## Galeria

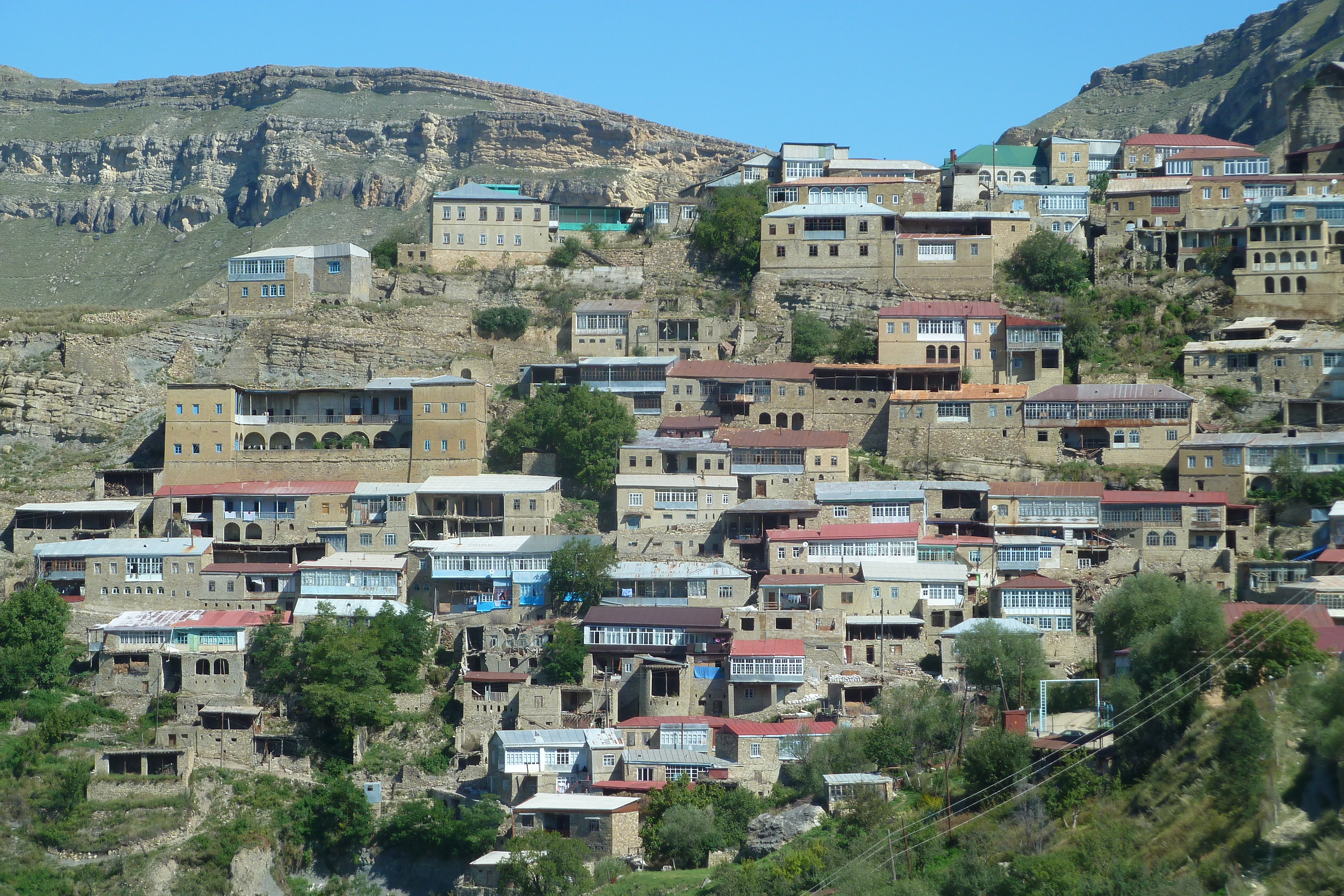
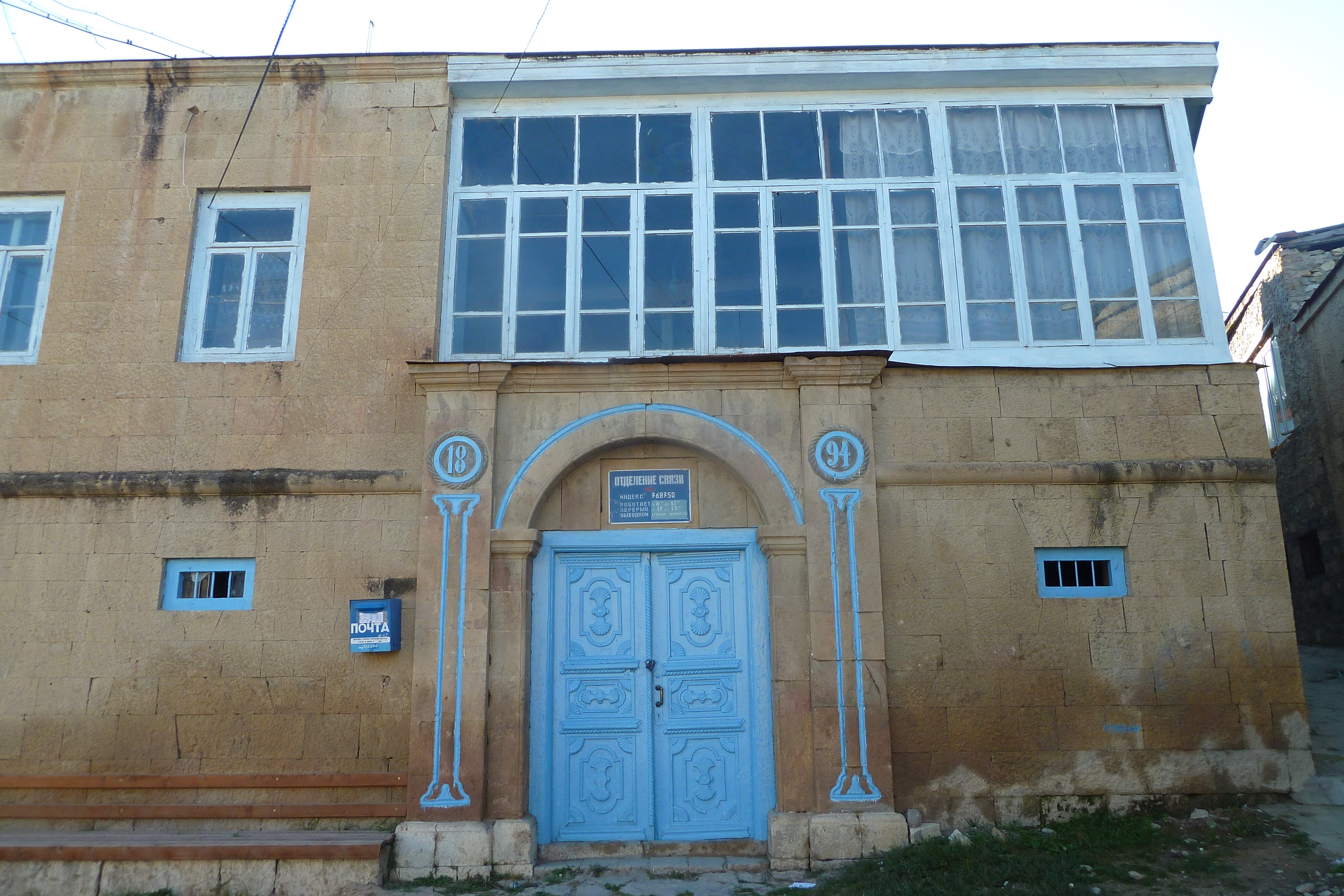
Budynek poczty
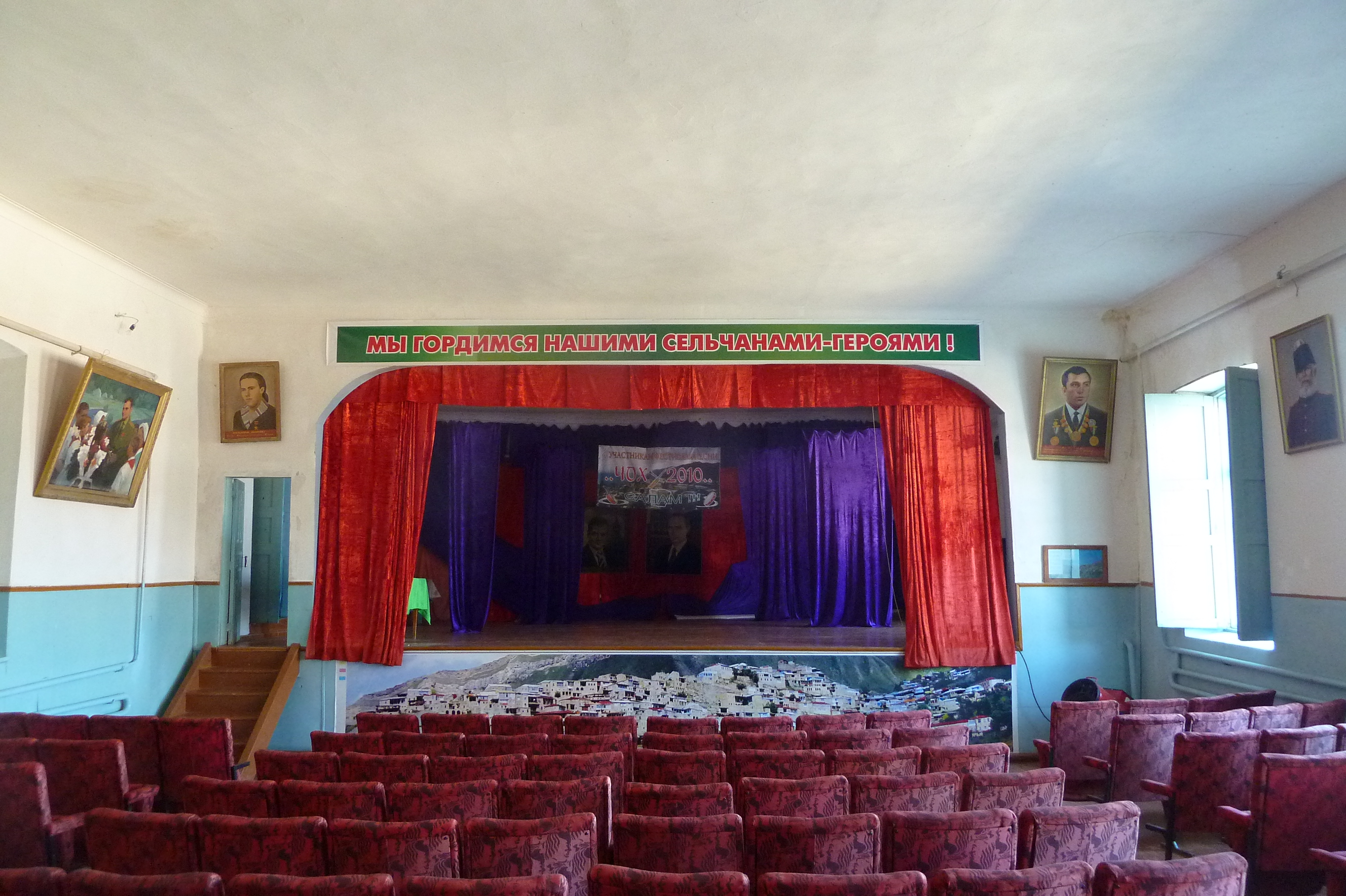
Dom kultury
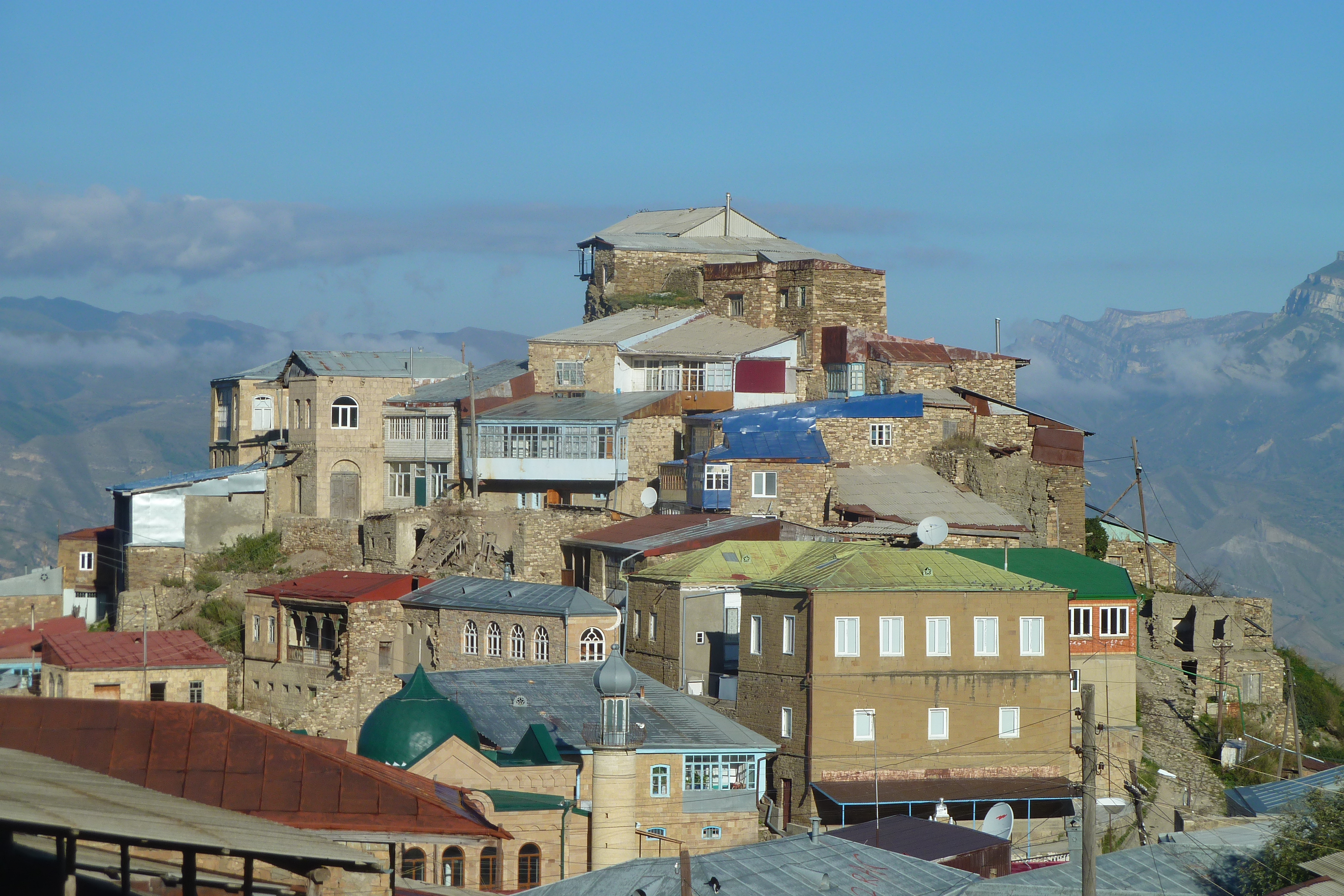
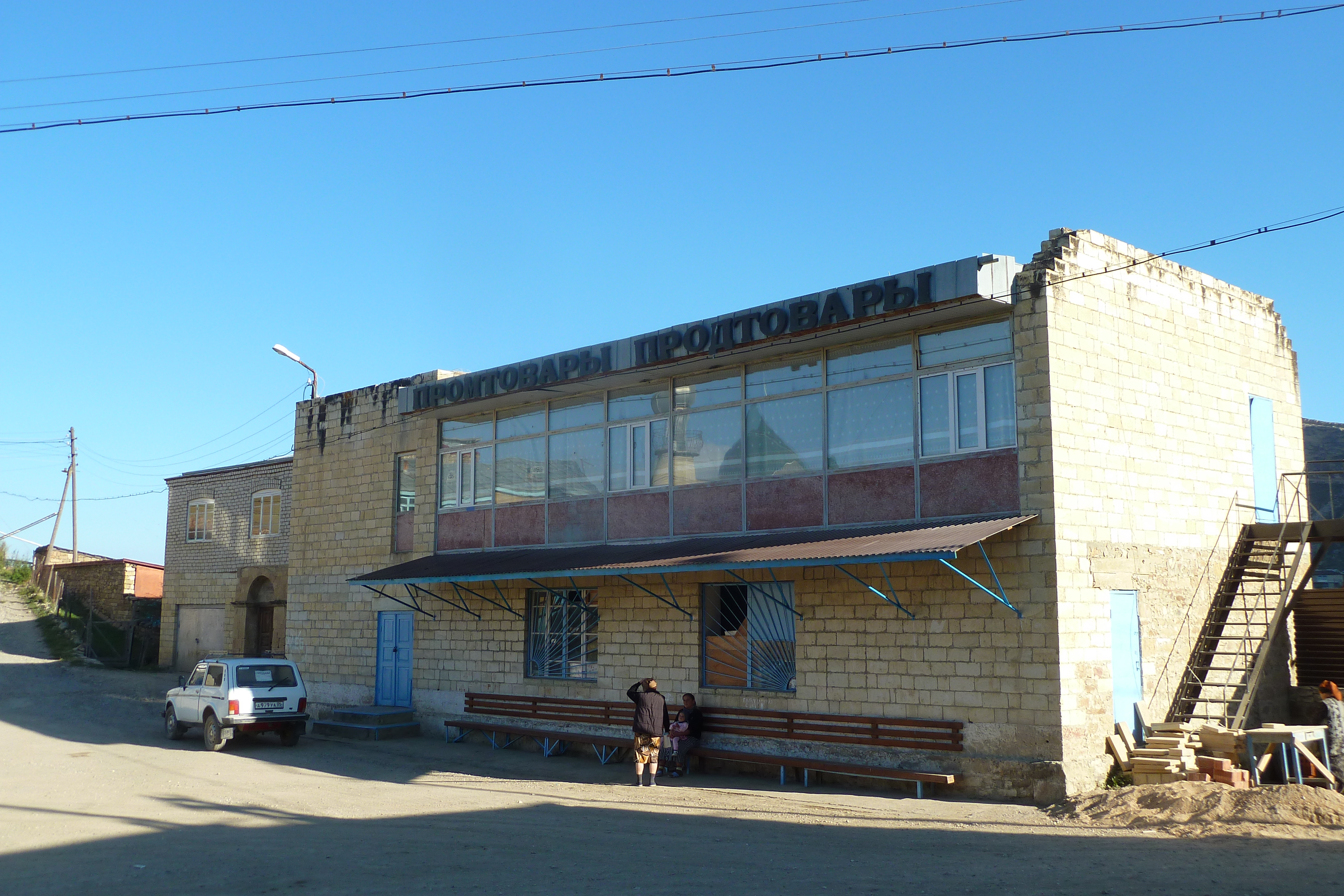
Sklep